# Farrera
Farrera è un comune spagnolo di 100 abitanti situato nella comunità autonoma della Catalogna.